# Jurvielle
Jurvielle – miejscowość i gmina we Francji, w regionie Oksytania, w departamencie Górna Garonna.
Według danych na rok 1990 gminę zamieszkiwało 18 osób, a gęstość zaludnienia wynosiła 3 osoby/km² (wśród 3020 gmin regionu Midi-Pyrénées Jurvielle plasuje się na 1045. miejscu pod względem liczby ludności, natomiast pod względem powierzchni na miejscu 1410.).